# CD98
CD98 (synonym SLC3A2, 4F2 cell-surface antigen heavy chain) ist ein Oberflächenprotein aus der Gruppe der Transportproteine.

## Eigenschaften
CD98 wird von allen Zelltypen gebildet. Es ist ein Heterodimer der beiden Proteine SLC3A2 und SLC7A5. Es ist am Transport von manchen Aminosäuren wie Phenylalanin, Tyrosin, Leucin, Isoleucin, Valin, Arginin und Tryptophan durch die Zellmembran beteiligt. Es bindet an  SLC7A6 und SLC7A7. CD98 ist glykosyliert und phosphoryliert.